# 132º Reggimento artiglieria terrestre "Ariete"
Il 132º Reggimento artiglieria terrestre "Ariete" è un reparto dell'Esercito Italiano.

## Le origini
Il 23 gennaio 1939 il Ministero della Guerra - Gabinetto diramò la circolare n.5580 di prot. inerente alla trasformazione della II brigata corazzata in 132ª divisione corazzata, integrando una precedente circolare, e disponendo l'attuazione della trasformazione a far data dal 1º febbraio 1939.
La Divisione Corazzata "Ariete" (132a) doveva essere articolata su Comando della divisione, 8º Reggimento bersaglieri, 32º reggimento Fanteria Carrista, compagnia mista del genio per divisione corazzata e il 132º reggimento artiglieria per divisione corazzata, da costituire ex novo.

### Denominazioni e sedi
- 132º Reggimento artiglieria per divisione corazzata Ariete (Rovereto 1939-1943)[2]
- 132º Reggimento artiglieria corazzata "Ariete" (Pordenone 1949-1963)
- 132º Reggimento artiglieria corazzata "Ariete" (Casarsa della Delizia 1963-1975)
- 132º Gruppo artiglieria pesante campale semovente "Rovereto" (Casarsa della Delizia 1976-1981)
- 132º Gruppo artiglieria pesante campale "Rovereto" (Casarsa della Delizia 1981-1993)
- 132º Reggimento artiglieria da campagna semovente "Ariete" (Maniago 1993-2002)
- 132º Reggimento artiglieria terrestre "Ariete" (Maniago 2002 - attuale)

## Storia[3]

### Il periodo prebellico
Per effetto della circ. n. 5580 in data 23 gennaio 1939 del M.G. - Gabinetto il 10 febbraio 1939 viene costituito in Rovereto (TN), a cura del deposito del 4º Reggimento artiglieria di C.A., il 132º Reggimento artiglieria per divisione corazzata su comando, reparto comando, I e II Gruppo da 75/27 Mod. 1906 (ceduti uno dal 4º Reggimento artiglieria di C.A. e uno dal 5º reggimento artiglieria di C.A., due batterie contraeree da 20 mm e un Deposito. Il neo-costituito reggimento, sotto la guida del colonnello Chieli Menotti Domenico, iniziò a completare i propri organici incorporando personale richiamato delle classi 1910-1917 e personale di leva delle classi 1918 e 1919. Il reggimento fu quindi impegnato in una graduale formazione del personale dipendente e partecipò a varie scuole di tiro, unitamente alle grandi manovre svolte dall'Armata del Po con la 132ª Divisione corazzata "Ariete".

### La seconda guerra mondiale
Dopo il 10 giugno 1940 il reggimento fu impegnato con la divisione "Ariete", quale unità di seconda schiera, durante l'offensiva sul confine italo-francese, rischierandosi nella provincia di Cuneo. Al termine delle operazioni partecipò ad una lunga fase addestrativa in provincia di Bergamo e ricevette nel corso di una cerimonia le Regie patenti, con il motto "Fulmineo e Possente". A gennaio del 1941 il reggimento si trasferì, con numerosi convogli ferroviari, a Napoli ove rimase accantonato in attesa della partenza per l'Africa Settentrionale Italiana.
Dopo aver sostato a Napoli il reggimento si trasferì, quindi, in Tripoli con un convoglio navale a fine gennaio 1941. Rimase sistemato nei pressi di Tripoli e poi iniziò un graduale movimento, con la Divisione corazzata "Ariete", verso la zona di Agedabia, al confine tra Tripolitania e Cirenaica. Dal 2 aprile 1941 il reggimento partecipò alla "ricognizione in forze", assegnando il I Gruppo da 75/27 alle colonne motorizzate (Fabbris e Montemurro) destinate a convergere su El Mechili. Il giorno 6 aprile il caporal maggiore Danilo Pallach morì a causa dello scoppio di una mina e fu il primo caduto del 132º Reggimento in guerra. Nei giorni del 7 e dell'8 aprile 1941, il I Gruppo e le sezioni contraeree da 20 mm, unitamente ai bersaglieri dell'8º reggimento, contribuirono a circondare ad El Mechili ed a catturare il Comando della 2nd Armoured Division e di gran parte del personale della 3rd Indian Brigade.
I gruppi e le batterie del 132º Reggimento sostennero quindi significativi scontri a quota 204 ad est di Acroma (22 aprile 1941) e Ras el Medauur (3-4 maggio 1941) nel corso delle quali ci furono sensibilissime perdite, con la quasi completa distruzione del I Gruppo da 75/27 e di alcune sezioni contraeree da 20 mm. Il 15 maggio 1941 la 1ª Batteria del I Gruppo (Tenente Gaetano Spiazzi) sostenne l'impeto del 1st Durham Light Infantry (DLI) nei pressi di Forte Capuzzo, infliggendo significative perdite agli inglesi, fino all'arrivo delle unità corazzate tedesche.
Al termine di questo intenso ciclo operativo il 132º Reggimento fu ritirato dalla prima linea e fu avviato ad un periodo per la ricostituzione del reparto, comprensivo di una intensa attività addestrativa svolta nei pressi del Villaggio Berta. Nel novembre del 1941 il reggimento risultava articolato su Comando, reparto comando, I e II Gruppo da 75/27 Mod. 1911, due batterie contraeree da 20 mm., un gruppo in rinforzo da 105/28 del 24º Raggruppamento artiglieria di C.A. e una batteria autocannoni da 102/35 su tre pezzi della MILMART. Con tale ordinamento iniziò il nuovo ciclo operativo, il 19 novembre 1941, con le batterie schierate tra i capisaldi dei bersaglieri dell'8º Reggimento ed impegnate al fuoco ad alzo zero contro i carri armati della 22nd Armd. Brigade durante la prima battaglia di Bir el Gobi.
Nel corso dei combattimenti il reggimento seguì le complesse e articolate vicende della Divisione corazzata "Ariete" muovendo e combattendo giornalmente da Bir el Gobi fino a Sidi Omar. In tali scontri rimase, tra l'altro, disperso il tenente colonnello Gaione, Comandante del 132º artiglieria. A partire dalla seconda metà di dicembre quello che rimaneva del reparto seguì il ripiegamento verso la Tripolitania. Nel contempo erano in afflusso nuovi e consistenti rinforzi quali un gruppo di autocannoni da 90/53 (IV Gruppo), un gruppo da 105/28 (III gruppo) e due gruppi semoventi da 75/18 (V e VI gruppo). Questi ultimi sbarcarono ai primi del mese di gennaio 1942 e già alla fine dello stesso mese furono impegnati in combattimento in cooperazione con le unità carri del 132º Reggimento fanteria carrista.
Il reggimento fu quindi interessato con alcuni elementi ad un ulteriore scontro significativo il 14 marzo 1942 e poi svolse una significativa attività addestrativa in previsione della pianificata offensiva italo-tedesca.
All'inizio dell'Operazione Venezia, il 25 maggio 1942, il reggimento inquadra comando, reparto comando, I e II Gruppo da 75/27 Mod. 1911, III Gruppo da 105/28, IV Gruppo autocannoni, V e VI Gruppo semovente da 75/18 ed il V Gruppo da 88/55, ricevuto in rinforzo dalla Divisione fanteria "Brescia" (27a). Nei mesi di maggio e giugno 1942 il reggimento sostenne numerosi combattimenti, anche a tiro diretto, contro le unità avversarie ed in cooperazione con carristi e bersaglieri. Gli scontri più significativi sono Rughet el Atash, Bir Hacheim, Der el Aslagh, Bir el Aslagh, quadrivio Capuzzo, Bir Hakeim, Bir el Gobi, Tobruch. Il 10 giugno 1942 il reggimento sostenne con le sue artiglierie ed i suoi semoventi l'attacco del 2nd Armd. Bde e del 4th Armd. Bde e venne citato sul bollettino di guerra n. 742 del 12 giugno 1942:
“... Una puntata di forze blindate inglesi a nord di Bir Hacheim veniva infranta dalla divisione Ariete le cui artiglierie, con fuoco di eccezionale efficacia e precisione aperto alle minime distanze, annullavano l'intervento dei carri nemici che in gran parte rimanevano distrutti.”
Il 3 luglio 1942, il reggimento raggiunse la conca di Deep Well e, con l'8º bersaglieri si ritrovò attaccato su tre lati da elementi della 4th Infantry Bde neozelandese (19th Inf.Bn, 20th Inf.Bn., 4th Field Rgt, 5th Field Rgt.) e dopo dieci ore di scontri fu praticamente distrutto con la perdita di quasi tutte le artiglierie a meno di una sezione di autocannoni da 90/53 del IV Gruppo che riuscì ad esfiltrare grazie anche al sacrificio del Comandante del IV Gruppo, Maggiore Arnaldo Polon, M.B.V.M. alla memoria.
Dopo il 3 luglio 1942, data nella quale in reggimento fu praticamente distrutto per la seconda volta, iniziò una veloce opera di ricostituzione dei reparti. La Divisione Ariete era praticamente ridotta alla forza di un gruppo tattico, ma questo non impedì di impegnarla già il 15 luglio contro le unità neozelandesi, unitamente alla Littorio ed in concorso a due Kampfgruppen tedeschi.
Dopo aver partecipato in Africa Settentrionale alla battaglia di El Alamein viene sciolto, per eventi bellici, il 21 novembre 1942 unitamente alle altre unità divisionali.
Per tali fatti lo Stendardo del 132º Reggimento fu decorato con la Medaglia d'oro al valor militare.

### Il primo dopoguerra
Il 15 maggio 1949 ha inizio la ricostituzione del 132º Reggimento artiglieria corazzata, stanziato a Pordenone (Caserma "Mario Fiore") e assegnato alla neonata Brigata corazzata "Ariete". Il reggimento è formato da Comando, Reparto comando di reggimento, I Gruppo semoventi da 105/22 M7, IV Gruppo controaerei leggero da 40/56 (già del 4º Reggimento artiglieria controaerei leggera) e una Batteria semoventi controcarri da 76/50 M10. Il 1º agosto 1949 viene costituito il II Gruppo da 105/22 M7 e il 1º dicembre successivo la Batteria controcarri si trasforma in III Gruppo controcarri da 76/50 M10. Completa l'organico del reggimento il Reparto trasporti e riparazioni.
Nel marzo 1952 viene costituito il III Gruppo da 105/22 M7 e contestualmente i restanti gruppi assumono la seguente numerazione: IV da 76/50 M10 (già III) e V da 40/56 (già IV). Il 1º ottobre 1952 la brigata viene trasformata in Divisione corazzata "Ariete".
Nel luglio 1953 il IV Gruppo viene riequipaggiato con i semoventi controcarri da 90/50 M36.
Il 7 giugno 1954 vengono costituite la 1ª e 2ª Sezione aerei leggeri (SAL), dipendenti per l'impiego rispettivamente dal Comando divisione e dal Comando reggimento.
Il 31 maggio 1956 viene soppresso il Reparto trasporti e riparazioni, mentre il 1º ottobre successivo viene soppresso il IV Gruppo da 90/50 M36 e viene contemporaneamente costituito il IV Gruppo semoventi da 155/23 M44. Il reggimento è di conseguenza formato da: Comando e Reparto comando, 1ª e 2ª Sezione aerei leggeri, I, II e III Gruppo da campagna semovente da 105/22 M7, IV Gruppo pesante campale semovente da 155/23 M44 e V Gruppo controaerei leggero da 40/56.
Il 1º gennaio 1958 la 1ª e 2ª Sezione aerei leggeri vengono riunite nel Reparto aerei leggeri, a cui si aggiunge la SAL del 132º Reggimento carristi e una quarta SAL costituita ex-novo.
Il 1º febbraio 1963 il Reparto aerei leggeri viene soppresso.
Sempre nel 1963 ha inizio la trasformazione della grande unità corazzata in divisione "standard NATO", organizzata in brigate pluriarma. Questo comporta per il reggimento le seguenti variazioni organiche:
- 2 luglio 1963: passaggio del I e III Gruppo da campagna semovente alle dipendenze rispettivamente della I Brigata meccanizzata e III Brigata corazzata "Ariete";
- 1º agosto 1963: cambio di denominazione del Gruppo controaerei leggero che diventa VI Gruppo e formazione della Batteria specialisti di artiglieria;
- 1º ottobre 1963: passaggio del reggimento alle dipendenze della Brigata di artiglieria "Ariete";
- 16 febbraio 1964: costituzione del V Gruppo pesante semovente da 203/25 M55;
- 1º luglio 1964: passaggio del II Gruppo da campagna semovente alle dipendenze della II Brigata corazzata "Ariete";
- 30 settembre 1964: messa in posizione "quadro" del VI Gruppo controaerei leggero.

Alla fine di questo processo il reggimento è formato da: Comando e Reparto comando, Batteria specialisti di artiglieria, IV Gruppo da 155/23 M44 e V Gruppo da 203/25 M55.
Il 1º ottobre 1968 la divisione abbandona l'ordinamento "standard NATO" e di conseguenza le brigate vengono soppresse. I gruppi distaccati alle varie grandi unità passano nuovamente sotto il controllo del reggimento, che è così costituito: Comando e Reparto comando, Batteria specialisti di artiglieria, I, II e III Gruppo da campagna semovente, IV Gruppo pesante campale semovente e V Gruppo pesante semovente.
A partire dal novembre 1971 i gruppi I, II, III e IV iniziano ad essere riequipaggiati con i semoventi da 155/23 M109G, processo che si conclude nel primo semestre del 1972. Il V Gruppo passa sui nuovi semoventi il 1º agosto 1975.

### Dalla ristrutturazione del 1975 alla ricostituzione
Nel quadro della ristrutturazione dell'Esercito del 1975 il reggimento subisce le seguenti modifiche organiche:
- 1º ottobre 1975: il I Gruppo viene trasformato in 12º Gruppo artiglieria da campagna semovente "Capua" (eredita bandiera e tradizioni del 12º Reggimento artiglieria "Savona") e assegnato alla 32ª Brigata corazzata "Mameli";
- 1º novembre 1975: il III Gruppo viene trasformato in 20º Gruppo artiglieria da campagna semovente "Piave" (eredita bandiera e tradizioni del 20º Reggimento artiglieria "Piave") e assegnato alla 132ª Brigata corazzata "Manin";
- 1º dicembre 1975: il II Gruppo viene trasformato in 19º Gruppo artiglieria da campagna semovente "Rialto" (eredita bandiera e tradizioni del 19º Reggimento artiglieria "Venezia") e assegnato alla 8ª Brigata meccanizzata "Garibaldi";
- 1º gennaio 1976: il V Gruppo viene trasformato in 108º Gruppo artiglieria pesante campale semovente "Cosseria" (eredita bandiera e tradizioni del 108º Reggimento artiglieria "Cosseria") e assegnato alla Divisione corazzata "Ariete" come unità di supporto;
- 1º gennaio 1976: la Batteria comando e servizi e la Batteria specialisti di artiglieria del 132º Reggimento vengono fuse nel Gruppo specialisti artiglieria "Ariete" e assegnato alla Divisione corazzata "Ariete" come unità di supporto;
- 1º gennaio 1976: il Comando del 132º Reggimento artiglieria corazzata viene trasformato nel Comando artiglieria della Divisione corazzata "Ariete".

Il 1º gennaio 1976 il IV Gruppo viene trasformato in 132º Gruppo artiglieria pesante campale semovente "Rovereto" e assegnato alla Divisione corazzata "Ariete" come unità di supporto. Il gruppo eredita bandiera e tradizioni del disciolto 132º Reggimento artiglieria corazzata ed è formato da: Comando e Batteria comando e servizi, 3 Batterie semoventi da 155/23 M109G.
Nel marzo 1981 cambia i materiali in dotazione e viene riequipaggiato con gli obici da 155/39 FH-70, cambiando di conseguenza denominazione in 132º Gruppo artiglieria pesante campale "Rovereto".
Il 10 ottobre 1986, soppressa la Divisione corazzata "Ariete", il 132º Gruppo passa alle dipendenze del Comando artiglieria del 5º Corpo d'armata, sotto il quale resta sino al 1º dicembre 1991, quando viene inquadrato sperimentalmente nel 5º Reggimento artiglieria pesante campale ed infine soppresso il 31 marzo 1993.
Il 9 ottobre 1993 viene ricostituito a Maniago come 132º Reggimento artiglieria da campagna semovente "Ariete" per trasformazione del 19º Gruppo artiglieria da campagna semovente "Rialto" ed assegnato alla 132ª Brigata corazzata "Ariete". Il reggimento è formato da: Comando e Batteria comando e servizi, Batteria autodifesa controaerei su semoventi SIDAM 25 e 1º Gruppo semoventi da 155/39 M109L.

### Dalla ricostituzione ad oggi

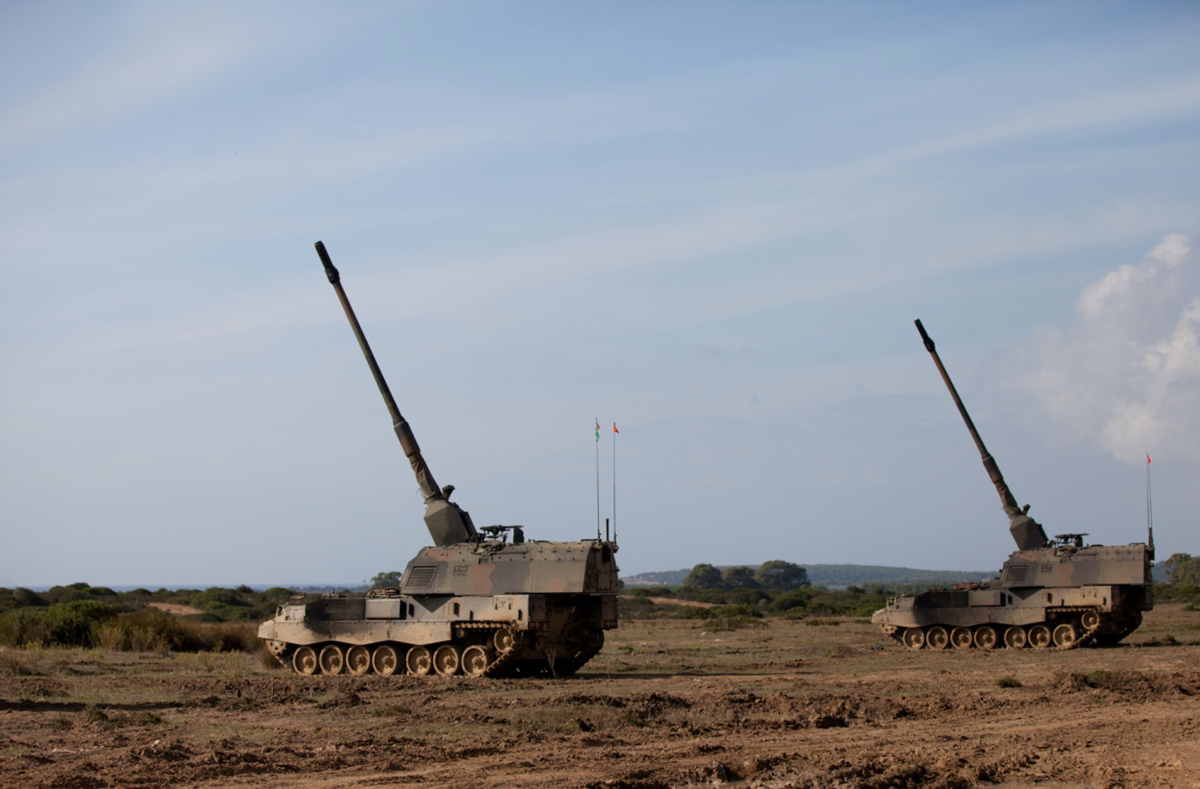
PzH 2000 del 132º Reggimento artiglieria corazzata "Ariete" in Friuli

Dal 1993 ad oggi, il Reggimento ha condotto numerose attività di carattere addestrativo ed operativo, tra le quali assumono particolare rilevanza due turnazioni svolte nel 1995 e nel 1998 nell'ambito dell'operazione di ordine pubblico "Vespri Siciliani", cinque periodi svolti nell'operazione "Domino", una Batteria di formazione in Ungheria nel 1999, la partecipazione di tutto il Reggimento all'esercitazione "Drawsko 2000" in Polonia nel maggio 2000, la partecipazione di una Batteria all'esercitazione "Iron Typhoon" in Inghilterra nel giugno 2000 e tre impegnativi turni svolti in Kosovo nell'ambito dell'operazione "Joint Guardian" nel 2000, 2001 e 2002.
Nel maggio del 2003 il Reggimento ha partecipato all'esercitazione "Drawko 2003" con il 1º Gruppo “El Alamein” alle dipendenze della Brigata Aeromobile “Friuli”. Nel settembre dello stesso anno il Reggimento ha partecipato all'esercitazione “Prikarpattia 2003” in Ucraina con la 132ª Brigata Corazzata “Ariete”. Dal gennaio al maggio del 2004 il Reggimento ha preso parte all'operazione “ISAF 5 – ITALFOR VII” a Kabul, in Afghanistan.
Il 3 luglio 2004, alla presenza del Comandante del 1º Comando Forze di Difesa e di numerosi sindaci dell'area pedemontana, il sindaco di Maniago pro-tempore Emilio Di Bernardo ha conferito al Reggimento la cittadinanza onoraria della città.
Il 15 settembre 2004, a seguito di un riordinamento organico dei reggimenti di artiglieria, è stata ricostituita la 2ª Batteria del 1º Gruppo “El Alamein”, intitolata alla battaglia di “Bir Hacheim”. Il Reggimento è così ritornato su tre batterie obici (1º "Rugbet el Atash", 2º "Bir Hacheim" 3º "El Mechili"), per un totale di 18 semoventi M109L.
A partire dal giugno 2005 il reggimento ha iniziato l'approntamento per una nuova ed impegnativa missione in terra Afgana. La missione ISAF 8 – ITALFOR XII ha avuto inizio il 3 novembre 2005 e si è conclusa con il rientro del Comandante e della Bandiera di guerra, il 12 maggio 2006.
Da novembre 2007 a giugno 2008 il Reggimento ha partecipato alla missione “Leonte 3” fornendo un assetto di Force Protection impiegata a difesa del Comando UNIFIL. Analogo impegno si è ripetuto nel periodo aprile - novembre 2009, nell'ambito dell'operazione “Leonte 6”.
Sul territorio nazionale, nel periodo ottobre 2007- gennaio 2008 il Reggimento ha dispiegato 3 complessi, per un totale di circa 260 unità nella città di Milano per l'Operazione Strade Sicure. Tra maggio e settembre 2010, sempre nella città di Milano, ha fornito una compagnia di circa 140 unità per la medesima attività in concorso alle forze di polizia.
Con l'arrivo del primo PzH 2000-I, il 6 ottobre 2008, il reggimento ha iniziato il cambio della linea pezzi ultimato il 10 febbraio dell'anno seguente con l'arrivo del 18 PzH 2000-I.
Nel giugno del 2009, nel poligono di Capo Teulada (CA), il reggimento ha ricevuto il “battesimo del fuoco” con il nuovo sistema d'arma, in una scuola tiro congiunta con l'8º Reggimento artiglieria terrestre "Pasubio"
Da aprile a giugno dell'anno successivo il reggimento, congiuntamente alla Scuola di Artiglieria di Bracciano (RM) organizza e conduce, sempre nel poligono di Capo Teulada, una complessa esercitazione a fuoco in scenari “war” e “CRO”, ricevendo il plauso del Capo di Stato Maggiore dell'Esercito.
Il 13 settembre del 2010, l'ultimo semovente M109L ha lasciato la Caserma “Baldassare” completando così il cambio del sistema d'arma iniziato due anni prima.
Nuovamente chiamato in terra afghana, con la partenza della bandiera di Guerra e del Comandante il 30 marzo 2012, il Reggimento ha costituito il Provincial Reconstruction Team XV di Herat schierato a Camp Vianini, alle dirette dipendenze del Regional Command West a guida Brigata paracadutisti "Folgore" dal 2 aprile 2011 al 4 ottobre 2011.
Per più di sei mesi, nell'ambito della Campagna Counter Insurgency di ISAF, il PRT XV è stato responsabile dell'attività di supporto allo Sviluppo e alla Governance per tutta la Provincia di Herat in una delicatissima fase, denominata Transition, che ha portato al definitivo passaggio di responsabilità della funzione sicurezza nella città di Herat stessa dalle forze NATO alle forze di sicurezza afghane.
Il diuturno sforzo di tutto il personale del PRT XV, quotidianamente impegnato “Shona ba Shona” (spalla a spalla) con tutti i principali attori della vita pubblica, sociale ed economica afghana in una splendida unità d'intenti per la crescita della Provincia, non è stato scalfito né compromesso dall'attacco complesso perpetrato da elementi ostili contro Camp “Vianini” in data 30 maggio 2011.
Tale evento ha causato il ferimento di 6 militari di cui 3 effettivi al 132º Reggimento.
Da marzo a giugno 2012 il Reggimento ha dispiegato sulla Piazza di Milano, nell'ambito dell'Operazione Strade Sicure, il Complesso Alpha 2 di circa 110 uomini.
Quasi contemporaneamente, a partire dall'aprile 2012 e per circa 6 mesi il Reggimento ha fornito una Compagnia Mortai Pesanti equipaggiata con Brandt Thomson MO-120-RT-61 in concorso al 32º Reggimento Carri nell'ambito dell'Operazione Leonte XII in Libano.

## Onorificenze, Ricompense e Albo d'Oro
La bandiera di guerra del 132º Reggimento Artiglieria è decorata di una Medaglia d'oro al valor militare.
Al 132º Reggimento Artiglieria "Ariete":

### Ricompense individuali nella 2ª Guerra Mondiale (1940-1943)
Nel corso del conflitto furono concesse al personale del reggimento, effettivo ed in rinforzo:
- 6 Medaglie d'oro al valor militare, di cui 2 di unità in rinforzo (tutte "alla memoria")
- 51 Medaglie d'argento al valor militare (di cui x "alla memoria")
- 114 Medaglie di bronzo al valor militare (di cui x "alla memoria")
- 218 Croci di guerra al valor militare (di cui x "alla memoria")
- 11 Encomi Solenni
- 5 Avanzamenti per merito di guerra

In particolare sono quattro le M.O.V.M. alla memoria del 132º reggimento:
Maggiore spe Giuseppe Romano (militare), Comandante del I gruppo da 75/27, con la seguente motivazione:
Tenente spe Aldo Maria Scalise, Sottocomandante della 1ª batteria del V gruppo semovente, con la seguente motivazione:
Tenente cpl. Mario Savini, Sottocomandante della 4ª batteria del II gruppo da 75/27, con la seguente motivazione:
Sottotenente cpl. Zeffirino Bertelli, Comandante della 1ª sezione della 7ª batteria contraerei, con la seguente motivazione:

### Ricompense individuali nel dopoguerra (1949-oggi)
- 1 Medaglia d'argento al valore dell'Esercito
- 2 Medaglie di Bronzo al Valore dell'Esercito
- 1 Croce d'Oro al Merito dell'Esercito
- 1 Croce d'Argento al Merito dell'Esercito

### Albo d'Oro
Nella seconda guerra mondiale, nei vari teatri operativi ed in prigionia, il 132º reggimento ha avuto 328 deceduti così ripartiti:
- Ufficiali: 21 caduti
- Sottufficiali: 13 caduti e 3 dispersi
- Graduati e artiglieri: 250 caduti e 38 dispersi.

## Cronotassi dei Comandanti
132º REGGIMENTO ARTIGLIERIA PER DIVISIONE CORAZZATA "ARIETE" (1939-42)
| 1     | Col.     | Domenico Menotti Chieli | 10.02.1939 | 11.01.1941 |
| 2     | Col.     | Aurelio Forgiero        | 12.01.1941 | 13.08.1941 |
| 3     | Col.     | Giuseppe Pacca          | 14.08.1941 | 10.10.1941 |
| 4     | Ten.Col. | Luigi Gaione            | 11.10.1941 | 15.12.1941 |
| 5     | Magg.    | Pasquale Infelise       | 16.12.1941 | 10.01.1942 |
| 6     | Col.     | Enzo Falconi            | 11.01.1942 | 26.02.1942 |
| 7     | Ten.Col. | Carlo Kuntze            | 27.02.1942 | 25.05.1942 |
| 8     | Magg.    | Giuseppe Pasqualini     | 26.05.1942 | 06.07.1942 |
| 9     | Col.     | Ettore Mameli           | 07.07.1942 | 14.08.1942 |
| 10    | Ten.Col. | Giuseppe Properzj       | 15.08.1942 | 18.10.1942 |
| 10bis | Ten.Col. | Paride Ghisleri         | 19.10.1942 | 24.11.1942 |

132º REGGIMENTO ARTIGLIERIA CORAZZATA "ARIETE" (1949-75)
| 11 | Col. | Antonino Duran      | 15.05.1949 | 05.01.1951 |
| 12 | Col. | Raffaele Starace    | 06.01.1951 | 17.10.1952 |
| 13 | Col. | Arturo Santomauro   | 18.10.1952 | 09.10.1954 |
| 14 | Col. | Carlo Ligonzo       | 10.10.1954 | 19.11.1956 |
| 15 | Col. | Umberto Fabbrini    | 10.11.1956 | 10.01.1958 |
| 16 | Col. | Ettore Brancato     | 11.01.1958 | 27.02.1959 |
| 17 | Col. | Andrea Cucino       | 28.02.1959 | 09.03.1960 |
| 18 | Col. | Luigi Bramante      | 10.03.1960 | 31.01.1962 |
| 19 | Col. | Carlo Gardini       | 01.02.1962 | 31.01.1963 |
| 20 | Col. | Rodolfo Rufino      | 01.02.1963 | 19.08.1964 |
| 21 | Col. | Massimo Olivieri    | 20.08.1964 | 30.03.1966 |
| 22 | Gen. | Domenico Fornaci    | 31.03.1966 | 15.05.1967 |
| 23 | Col. | Domenico Pompegnani | 16.05.1967 | 15.10.1968 |
| 24 | Col. | Luciano Lubrano     | 16.10.1968 | 15.10.1969 |
| 25 | Col. | Italo Zigaina       | 16.10.1969 | 15.10.1970 |
| 26 | Col. | Gabriele Starace    | 16.10.1970 | 15.10.1971 |
| 27 | Col. | Biagio Cacciola     | 16.10.1971 | 15.10.1972 |
| 28 | Col. | Carlo Coccia        | 16.10.1972 | 15.10.1973 |
| 29 | Col. | Luigi Zanetti       | 16.10.1973 | 10.09.1975 |
| 30 | Col. | Rinaldo Santini     | 11.09.1975 | 31.12.1975 |

132º GRUPPO ARTIGLIERIA PESANTE CAMPALE SEMOVENTE "ROVERETO" (1976-81)
| 31 | Ten.Col. | Luciano Filippi      | 09.08.1975 | 31.08.1976 |
| 32 | Ten.Col. | Sergio Siracusa      | 01.09.1976 | 31.08.1977 |
| 33 | Magg.    | Cesare Cavanna       | 01.09.1977 | 31.08.1978 |
| 34 | Ten.Col. | Giancarlo Di Brigida | 01.09.1978 | 31.08.1979 |
| 35 | Ten.Col. | Giulio Profeta       | 01.09.1979 | 30.09.1980 |
| 36 | Ten.Col. | Giovanni Toschi      | 01.10.1980 | 30.09.1981 |

132º GRUPPO ARTIGLIERIA PESANTE CAMPALE "ROVERETO" (1981-93)
| 37 | Ten.Col. | Gerardo Scopi         | 01.10.1981 | 19.10.1982 |
| 38 | Ten.Col. | Renato Luongo         | 20.10.1982 | 19.10.1983 |
| 39 | Ten.Col. | Franco Baldasso       | 20.10.1983 | 19.10.1984 |
| 40 | Ten.Col. | Sabatino D'Avolio     | 20.10.1984 | 30.09.1986 |
| 41 | Ten.Col. | Riccardo Franceschini | 01.10.1986 | 14.09.1988 |
| 42 | Ten.Col. | Silvio Sogos          | 15.09.1988 | 08.10.1990 |
| 43 | Ten.Col. | Giovanni Di Lucia     | 08.10.1990 | 14.01.1992 |
| 44 | Ten.Col. | Michele Di Terlizzi   | 15.01.1992 | 31.03.1993 |

132º REGGIMENTO ARTIGLIERIA DA CAMPAGNA SEMOVENTE "ARIETE" (1993)
| 45 | Col. | Alessandro Pompegnani    | 09.10.1993 | 12.09.1995 |
| 46 | Col. | Silvio Sogos             | 13.09.1995 | 06.10.1997 |
| 47 | Col. | Luigi Francavilla        | 07.10.1997 | 01.09.1999 |
| 48 | Col. | Michele Di Terlizzi      | 02.09.1999 | 23.11.2000 |
| 49 | Col. | Stefano Castagnotto      | 24.11.2000 | 20.09.2001 |
| 50 | Col. | Carmelo De Cicco         | 21.09.2001 | 09.01.2003 |
| 51 | Col. | Gianfranco Fabiani       | 10.01.2003 | 11.12.2004 |
| 52 | Col. | Enzo Mosolo              | 12.12.2004 | 22.11.2007 |
| 53 | Col. | Maurizio Riccò           | 23.11.2007 | 05.10.2008 |
| 54 | Col. | Fulvio G. Bellassai      | 06.10.2008 | 07.10.2010 |
| 55 | Col. | Paolo Pomella            | 08.10.2010 | 24.11.2011 |
| 56 | Col. | Massimo Ingrosso         | 25.11.2011 | 13.12.2012 |
| 57 | Col. | Marco Cianfanelli        | 14.12.2012 | 20.08.2015 |
| 58 | Col. | Ivano Antonio Romano     | 21.08.2015 | 01.09.2016 |
| 59 | Col. | Sergio Santandrea        | 02.09.2016 | 02.12.2018 |
| 60 | Col. | Mario Feneziani          | 03.12.2018 | 15.10.2020 |
| 61 | Col. | Paolo Dalle Vedove       | 16.10.2020 | 27.10.2022 |
| 62 | Col. | Arcangelo Notarfrancesco | 28.10.2022 | In Carica  |

## Lo Stemma Araldico
Decreto 17 febbraio 1951 (aggiornato in base a quanto disposto dallo SME con circ. 121 del 9.2.1987 - Giornale Ufficiale del 14.2.1987).

a.	SCUDO: trinciato. Nel primo d'azzurro alla rovere sradicata (Rovereto) d'oro; nel secondo di rosso alla fascia d'argento attraversata da un portone aperto d'oro con l'architrave d'argento, sprangata di rosso, uscente da un fiume nella punta al naturale (Pordenone). Sulla trinciatura una banda nebulosa, d'argento. Il tutto abbassato al capo d'oro caricato del quartier franco d'azzurro, al silfio d'oro reciso e sormantato da una stella d'argento (Cirenaica).

b.	CORONA TURRITA

c.	ORNAMENTI:

(1)	lista bifida: d'oro, svolazzante, collocata sotto la punta dello scudo, incurvata con la concavità rivolta verso l'alto, riportante il motto: "FULMINEO E POSSENTE".

(2)	nastro rappresentativo della ricompensa al Valore: annodato nella parte centrale non visibile della corona turrita, scendente svolazzante in sbarra dal punto predetto, passando dietro la parte superiore dello scudo.
Sintesi della blasonatura

Le due parti dello scudo che comprendono le armi di Rovereto e di Pordenone (città con le quali il reggimento ha un legame territoriale dovuto alla prima formazione ed alla ricostituzione) sono divise dalla banda nebulosa, tratta dal vecchio stemma reggimentale. Tale realizzazione esprime il concetto della identificazione esatta dell'attuale Corpo con quello costituito nel 1939. Il capo d'oro rappresenta la M. O. V. M. meritata dal reggimento in Africa Settentrionale, simboleggiata dal silfio reciso nel quartier franco.